# 长寿区
长寿区位于重庆市中部。东南邻涪陵区，西南与渝北区、巴南区接壤，西北靠四川省邻水县，东北接垫江县。幅员面积1424平方千米。全区辖7街道12镇，常住人口69万。

## 历史
明夏時期置縣，據《蜀中廣記》載長壽縣「有長壽山居其下者，人多壽考，元末明玉珍因以名縣」。長壽縣治在今城關鎮河街。
明代仍置長壽縣，隸重慶府。縣治仍在今城關鎮河街。清代仍置長壽縣，屬川東道重慶府。縣署於嘉慶四年(1799年)由今城關鎮河街遷至城內(鳳山)，迄今未變。中華民國仍置長壽縣。先後屬重慶府、川東道，東川道，後屬四川省第十行政督察區。
中華人民共和國：1950年1月23日，川東行政公署將川東大竹專區所轄的長壽縣劃涪陵專區管轄。1952年11月3日，四川省人民政府將涪陵專區所轄的長壽縣劃重慶直轄市管轄。1953年1月1日，重慶市轄的長壽縣劃屬四川省涪陵專區。1959年4月，四川省人民委員會將涪陵專區所轄的長壽縣劃重慶市轄。
1997年，重慶市恢復直轄市建制後，仍為重慶市長壽縣。
2001年12月，撤重庆市长寿县设长寿区。

## 地理
地处四川盆地东平行岭谷南部的低山丘陵区。西部为明月山，最高峰五华山，海拔1010米。
主要河流有长江、龙溪河、桃花溪、大洪河，主要湖泊有长寿湖、大洪湖。

## 行政区划
长寿区下辖7个街道办事处、12个镇：
凤城街道、晏家街道、江南街道、渡舟街道、新市街道、八颗街道、菩提街道、邻封镇、但渡镇、云集镇、长寿湖镇、双龙镇、龙河镇、石堰镇、云台镇、海棠镇、葛兰镇、洪湖镇和万顺镇。

## 交通

### 公路
- 沪渝高速公路、 渝涪高速公路、汉渝高速公路（已列入国家规划）[4][5][6]、 渝长复线高速、 重庆三环高速
- 319国道
- 102省道

### 铁路
铁路线：  渝怀铁路  渝万城际铁路 渝利铁路
火车站：长寿站、长寿北站、长寿湖站

### 水运
- 长江

### 缆车
- 长寿缆车[7]

## 经济
以化工、钢铁、机械为主，是全国最大的天然气化工基地。

## 文化教育

### 高等院校
重庆工信职业学院、重庆化工职业学院

### 中学
长寿中学、川维中学、长寿实验中学、长寿一中、长寿二中、葛兰中学、双龙中学、邻封中学，石堰中学，云台中学。

### 小学
长寿第一实验小学 川维小学

## 风景名胜
- 长寿湖
- 天台寺
- 楠木院森林公园
- 莲花石
- 长寿古镇
- 菩提山
- 菩提寺